# Ралівська сільська територіальна громада
Ралівська сільська громада — територіальна громада в Україні, в Самбірському районі Львівської області. Адміністративний центр — село Ралівка.
Площа громади — 232,3 км², населення — 15 032 мешканців (2020).

## Населені пункти
У складі громади 23 села:
- Бережниця
- Блажів
- Вільшаник
- Воля-Блажівська
- Волянка
- Глибоч
- Городище
- Задністря
- Звір
- Кульчиці
- Лопушно
- Лукавиця
- Мала Спринька
- Млин
- Монастирець
- Нагірне
- Ралівка
- Сіде
- Сприня
- Трояни
- Хатки
- Черхава
- Чуква